# Kubofuturism
Kubofuturism var den riktning inom modernistisk bild- och skulpturkonst som främst praktiserades av de ryska futuristerna. 
När Aristarch Lentulov återvände från Paris 1913 och ställde ut sina verk i Moskva kombinerade de ryska futuristiska målarna hans former av kubism med de italienska futuristernas gestaltning av rörelse. Kazimir Malevitj utvecklade stilen, vilket bland annat syns i målningen Knivsliparen (Malevitj övergav senare stilen till förmån för suprematismen). Andra konstnärer som tillhörde den kubofuturistiska skolan var till exempel Jelena Guro, Alexander Archipenko, Alexandra Exter, Natalia Gontjarova, Michail Larionov, Vera Muchina och Sonia Delaunay-Terk.